# B-23 (Spanje)

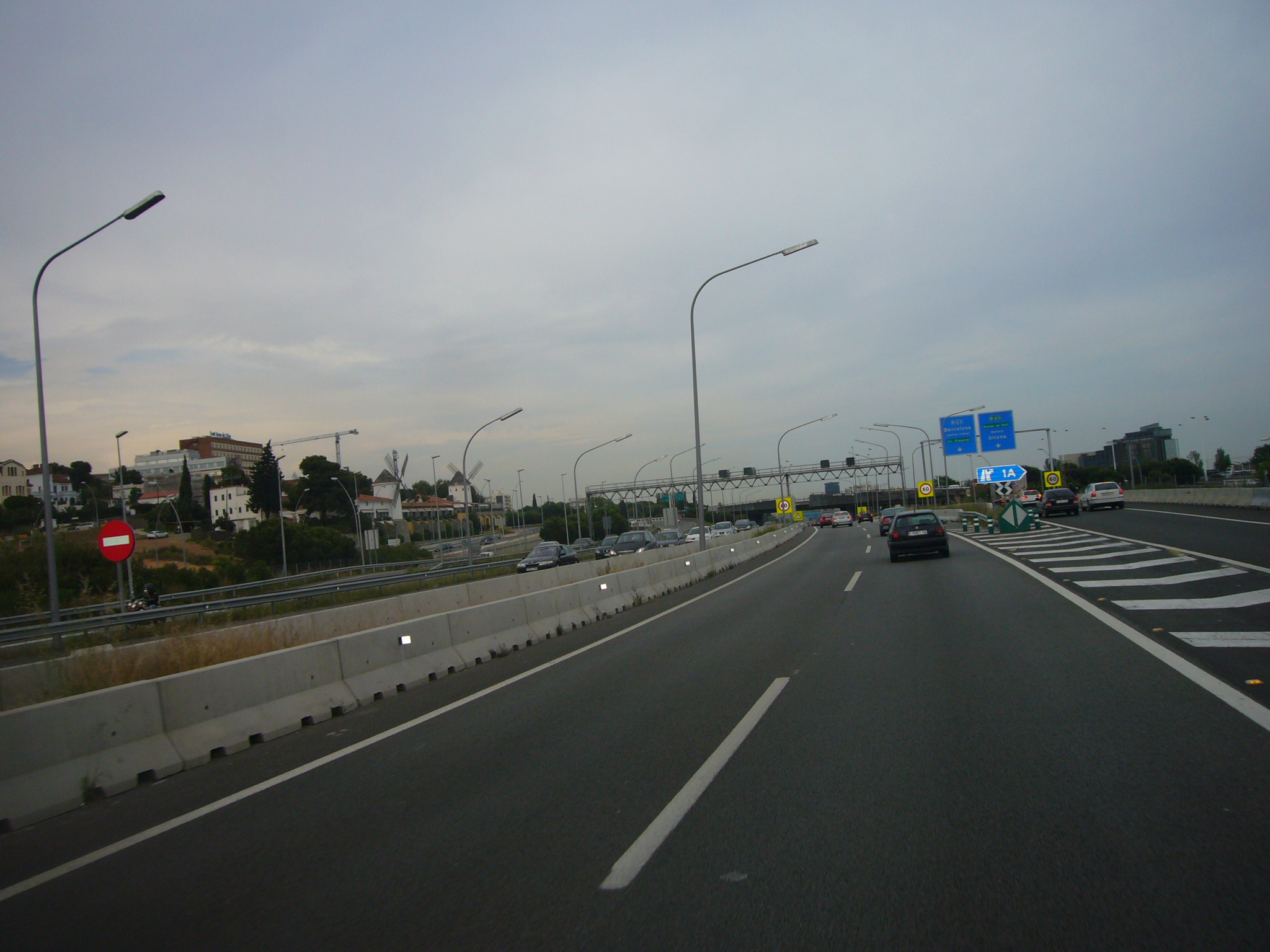
B-23 bij Esplugues de Llobregat

De B-23 is een Spaanse vierstrooksweg die de A-2 verbindt met de Avinguda Diagonal in Barcelona. Het is een verlenging van de A-2 en loopt voor ongeveer 4 km parallel aan deze weg.
De 10 km lange weg kruist ook nog de ring van Barcelona, de B-20, en heeft zeven op- en afritten.